# Hochschwab Straße
Die Hochschwab Straße ist eine etwa 50 km lange Bundesstraße in der Steiermark. Sie verbindet die beiden Ortschaften Gußwerk (Mariazeller Straße B 20) und Palfau (Erlauftal Straße B 25). Die Straße führt durch das Salzatal, vorbei an den Orten Greith im Salzatal, Weichselboden, Gschöder (alle Katastralgemeinden von Mariazell) und Wildalpen nach Erzhalden bei Palfau. Weitere markante Punkte sind der Hochschwab (2277 m ü. A.) und das Hochkar (1808 m ü. A.).

## Geschichte
Durch einen Beschluss des steirischen Landtages vom 4. November 1889 wurde der östliche Streckenabschnitt zwischen Gußwerk und der Prescenyklause zu einer Bezirksstraße I. Klasse aufgewertet. Am 24. April 1893 beschloss der steirische Landtag, auch den restlichen Streckenabschnitt zwischen der Prescenyklause und Großreifling zu einer Bezirksstraße I. Klasse aufzuwerten.
Durch das Gesetz vom 13. September 1923 wurde die Bezirksstraße Gußwerk - Großreifling zur Konkurrenzstraße erklärt. In der österreichischen Rechtssprache bezeichnet Konkurrenz die gemeinsame Finanzierung eines Projektes durch verschiedene Institutionen. In diesem Falle zahlte der Bund 50 % der Baukosten, das Land Steiermark zahlte 30 % und die Bezirke mussten innerhalb ihres Gebietes jeweils 20 % der Baukosten selbst tragen. Die Bundesstraßenverwaltung war für die Bauausführung und die Abrechnung der Baukosten verantwortlich.
Ab dem 1. Jänner 1931 wurde die Kostenaufteilung dahingehend geändert, dass die Bezirke nur noch 5 % der Kosten selbst tragen mussten, während das Land Steiermark 45 % der Baukosten übernahm. Auch nach dem 1. April 1938 wurde diese Straße weiterhin als Konkurrenzstraße geführt.
Die Dreimärktestraße gehört seit dem 1. Jänner 1950 zum Netz der Bundesstraßen in Österreich. Später wurde sie umbenannt.

## Verlauf
Die Straße beginnt in Gußwerk, einstiger Endpunkt der Mariazellerbahn, südlich von Mariazell im Salzatal. Hier trennt sich die B 24 von der Mariazeller Straße, die zum Steirischen Seeberg strebt. Zunächst folgt die Hochschwab Straße dem nördlichen Talboden bzw. dem Flusslauf, ehe sie bei Greith an der nördlichen Talflanke aufsteigt und entlang der Südabdachung der Gratmauer, Klausgraben und Kaltlacke im Talgrund der Salza meidend, über den „Hals“ bei Rotmoos und das Tal des Radmer Baches nach Weichselboden gelangt. Dabei wird der Berg Gutenbrand nördlich umfahren. Weiter westwärts geht es dann wieder weitgehend, teils beengt, am Talboden bis Wildalpen und von dort bis Erzhalden bei Palfau, wo – aus dem Mendlingbachtal kommend – in die Erlauftal Straße gemündet wird. Die II. Wiener Hochquellenleitung läuft nahezu auf der gesamten Strecke zwischen Gußwerk und Wildalpen parallel.